# Fox Chase (Pensilvania)
Fox Chase es un barrio del noreste de Filadelfia, ubicado aproximadamente a 16 km (10 millas) al norte del Centro de Filadelfia. Aunque sus límites no están definidos oficialmente, el barrio está delimitado por Pennypack Park al norte, Algon Avenue al este, Cottman Avenue al sur y Fillmore Street al oeste. Los barrios adyacentes incluyen Bustleton, Rhawnhurst, Burholme y Rockledge (un municipio del condado de Montgomery). Fox Chase utiliza el código postal 19111.

## Geografía
Fox Chase se encuentra ubicado en las coordenadas 40°23′41″N 75°57′48″O / 40.39472, -75.96333.. Según la Oficina del Censo de los Estados Unidos, Fox Chase tiene una superficie total de 0,35 mi² (0,9 km²), de la cual 0,34 mi² (0,9 km²) corresponden a tierra firme y 0,01 mi² (0 km²) es agua.